# Thomas T. Moulton
Pour les articles homonymes, voir Moulton.
Thomas T. Moulton est un ingénieur du son américain né le 1er janvier 1896 à Wausau (Wisconsin) et mort le 29 mars 1967 à Fresno (Californie).

## Distinctions

### Récompenses
- Oscar scientifique et technique
  - en 1938
  - en 1940
- Oscar du meilleur mixage de son, en tant que directeur du département son de United Artists
  - 1938 pour The Hurricane (The Hurricane) de John Ford
  - 1939 pour Madame et son cowboy (The Cowboy and the Lady) de H.C. Potter
- Oscar du meilleur mixage de son, en tant que directeur du département son de 20th Century-Fox
  - 1949 pour La Fosse aux serpents (The Snake Pit) d'Anatole Litvak
  - 1950 pour Un homme de fer (Twelve O'Clock High) d'Henry King
  - 1951 pour Ève (All about Eve) de Joseph L. Mankiewicz

### Nominations
- Oscar des meilleurs effets spéciaux
  - 1941 pour Correspondant 17 (Foreign Correspondent) d'Alfred Hitchcock
  - 1941 pour Les Hommes de la mer (The Long Voyage Home) de John Ford
  - 1943 pour Vainqueur du destin (The Pride of the Yankees) de Sam Wood
  - 1944 pour L'Étoile du Nord (The North Star) de Lewis Milestone
- Oscar du meilleur mixage de son, en tant que directeur du département son de United Artists
  - 1935 pour Les Amours de Cellini (The Affairs of Cellini) de Gregory La Cava
  - 1936 pour L'Ange des ténèbres (The Dark Angel) de Sidney Franklin
  - 1937 pour Jeunesse perdue (Dodsworth) de William Wyler
- Oscar du meilleur mixage de son, en tant que directeur du département son des studios Samuel Goldwyn
  - 1940 pour Autant en emporte le vent (Gone with the Wind) de Victor Fleming
  - 1941 pour Une petite ville sans histoire (Our Town) de Sam Wood
  - 1942 pour Boule de feu (Ball of fire) d'Howard Hawks
  - 1943 pour Vainqueur du destin (The Pride of the Yankees) de Sam Wood
  - 1944 pour L'Étoile du Nord (The North Star) de Lewis Milestone
  - 1945 pour Casanova le petit (Casanova Brown) de Sam Wood
- Oscar du meilleur mixage de son, en tant que directeur du département son de 20th Century-Fox
  - 1946 pour Péché mortel (Leave Her to Heaven) de John M. Stahl
  - 1953 pour Un refrain dans mon cœur (With a Song in My Heart) de Walter Lang